# Санта Лусия Коцумалгуапа
Санта Лусия Коцумалгуапа (на испански: Santa Lucía Cotzumalguapa) е град в департамент Ескуинтла, Гватемала. Населението на града през 2010 година е 49 480 души.